# Kreenholm

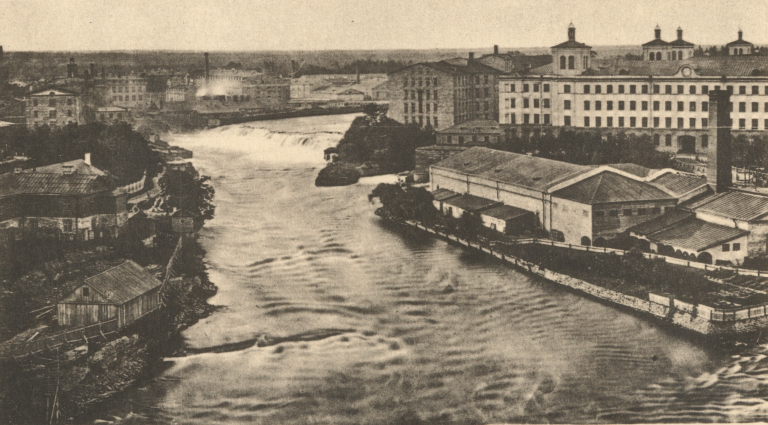
Der östliche Arm des Narva-Wasserfalls, rechts die Insel Kreenholm, 1886

Kreenholm (deutsch Krähnholm oder auch Kränholm, schwedisch Krenholm, Kräheninsel) ist eine estnische Flussinsel der Narva in der gleichnamigen Stadt. 
Die Insel ist etwa 750 m lang und 250 m breit und umfasst ein Gebiet von 13 ha. Sie teilt den Wasserfall der Narva in einen westlichen und einen östlichen Arm. Durch den östlichen Arm verläuft die estnisch-russische Grenze.
Bereits im 14. Jahrhundert wurde auf Kreenholm eine Sägemühle betrieben. 1538 baute der Livländische Orden eine Wassermühle am linken Flussufer auf Höhe der Insel. Am rechten Flussufer ließ der Kaufmann Paul Momma 1823 eine Stofffabrik erbauen. Dort befand sich auch die Flachsmühle Baron Stieglitz’.
Ab dem 17. Jahrhundert gehörte die Insel zum Gut Joala (estnisch Joala mõis) Verschiedene Besitzer nutzten die Strömung an den Wasserfällen zum Betrieb von Sägewerken. 1856 kaufte der Bremer Ludwig Knoop die ganze Insel und begann, auf ihr eine Baumwollspinnerei zu errichten, aus der später die Textilfabrik Kreenholmi Manufaktuur entstand.
Nach der Insel benannte Ludwig Knoop eine heute noch existierende Villa im Bremer Ortsteil St. Magnus. Auch eine Straße und ein Waldstück in diesem Ortsteil sind nach Krähnholm benannt.